# Chiasmodon pluriradiatus
Chiasmodon pluriradiatus är en fiskart som beskrevs av Parr, 1933. Chiasmodon pluriradiatus ingår i släktet Chiasmodon och familjen Chiasmodontidae. Inga underarter finns listade i Catalogue of Life.